# Comércio eletrônico
Comércio eletrônico (português brasileiro) ou comércio eletrónico (português europeu), e-commerce, comércio virtual ou venda não-presencial (que se estende até venda por telemarketing), é a compra ou venda de produtos ou serviços feito pela internet como, por exemplo, em computadores, tablets e smartphones, baseadas em dois conceitos fundamentais o B2B (business to business) e o B2C (business to consumer).

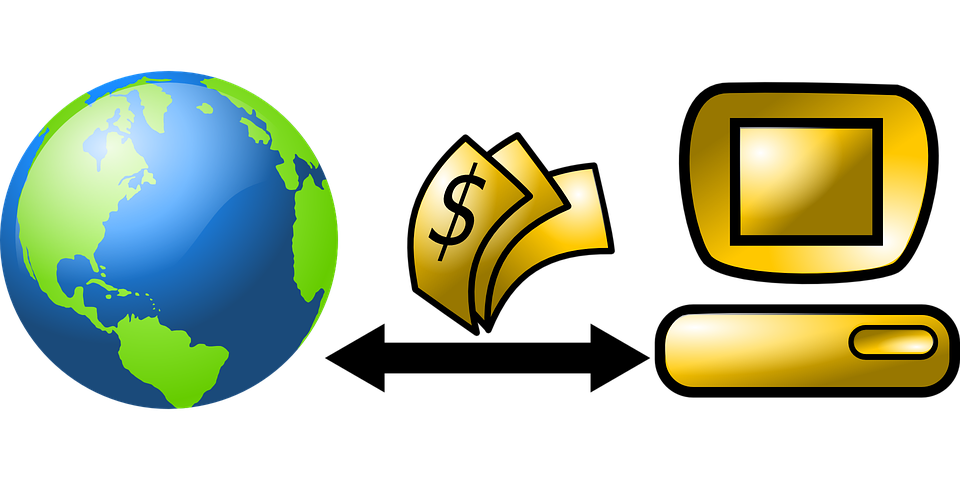
Ilustração de e-commerce

Com a crescente informatização das mais diversas atividades econômicas, transforma a tecnologia da informação (TI) em uma área cada vez mais relevante economicamente para o comércio global. A expansão do comércio eletrônico levou à especialização e, atualmente, é possível encontrar várias subáreas de TI dedicadas a tarefas específicas – e que demandam profissionais com conhecimentos igualmente aprofundados.
Seus fundamentos estão baseados em segurança, criptografia, moedas e pagamentos eletrônicos . Ele ainda envolve pesquisa, desenvolvimento, marketing, propaganda, negociação, vendas e suporte. É o segmento que cuida de todas as informações eletrônicas armazenadas por uma empresa. No caso de instituições financeiras, por exemplo, esses dados incluem nomes de clientes e até valores de transações monetárias efetuadas por grandes corporações.
O Comércio eletrônico compreende qualquer tipo de negócio/transação comercial que implica a transferência de informação por meio da internet. Existem diferentes tipos de negócio que se estabelecem por e-commerce, B2B (Business to Business) ou B2C (Business to Consumer) que se dirige diretamente ao consumidor, este último está em franco crescimento nas diversas áreas de negócio bens e serviços, com a proliferação também da oferta de criação de lojas on-line. A criação de uma loja online está a ser encarada pelas empresas não apenas como uma atualização, acompanhamento das novas tendências, mas também como uma área de negócio alternativa explorando as suas vantagens face aos métodos tradicionais.
Com o desenvolvimento da Internet, as empresas passaram a ver o ambiente digital como um terreno fértil com inúmeras oportunidades de exploração. Por ser um ambiente caracterizado pela agilidade, a Internet tem grande potencial de retorno sobre o investimento, devido a maior visibilidade do produto serviço. Porém, essa mesma visibilidade pode trazer maior número de críticas, aumentar o grau de insatisfação de clientes e até elevar os números de evasão.
Empresas que utilizam o comércio eletrônico como ferramenta precisam estar atentas às necessidades e expectativas dos clientes, com o tipo de comunicação que se faz, com as opiniões dos clientes, satisfeitos ou insatisfeitos, e mais ainda daqueles que nunca compraram da empresa, mas que a acompanham e falam dela. São eles os não-cliente. (KOTLER E KELLER, 2012)
Em marketing, o não-cliente, inativo como comprador, mas ativo como opinante, deve ser considerado pelas empresas que buscam atingir bons resultados, além da consolidação da imagem institucional. Ao desconsiderá-los, perde-se de vista que eles podem ter opiniões desfavoráveis sobre os produtos ou marca da empresa e podem disseminar estas opiniões nas redes sociais, ofertando diretamente a imagem da empresa perante os consumidores.
Quem inicia uma loja online deverá ter em consideração aspectos básicos, mas determinantes para o sucesso do negócio, como: 
- Escolher o nicho de mercado, definindo o seu nicho de atuação;
- Identificar o público-alvo, para servir como tomadas de decisão do seu negócio, especialmente nas questões de precificação e marketing;
- Definir os canais de vendas, como marketplaces, loja virtual (a partir de uma plataforma de e-commerce) e redes sociais;
- Analisar a concorrência, para compreender quais experiências o público-alvo tem tido em outros e-commerces do seu segmento e identificar ameaças e oportunidades no mercado
- Configurar os meios de pagamento, para poder ganhar dinheiro pela internet;
- Selecionar os meios de envio, para poder enviar seus produtos online;
- Oferecer um suporte de atendimento ao cliente eficiente;
- Investir em estratégias de marketing para divulgar a sua marca.

Atualmente, alguns exemplos de grandes e-commerces são: Mercado Livre, Shopee, Amazon, Magazine Luiza, Americanas, Submarino, Shoptime, Dafiti, Centauro etc. Sem dúvidas, podemos concluir que a maioria delas se tornaram referências mundiais, pois o e-commerce possui como uma de suas principais vantagens a facilidade estar virtualmente próximo do cliente, considerando o cenário atual, onde tudo e todos estão conectados através da internet, e essas empresas conseguem ampliar consideravelmente o alcance de sua rede de divulgações.
Os avanços da tecnologia de comunicação são em grande parte um dos fatores que fizeram com que esse tipo de comércio tenha sido considerado como opção por cada vez mais empresas pelo mundo. Além de reduzir custos e alcançar os clientes com maior rapidez, o comércio eletrônico também vem atuando como grande porta de comunicação entre as empresas. Dessa forma, vem surgindo a integração de toda a cadeia logística, desde a indústria até o consumidor final.
As Vantagens dessa modalidade de comercio são inúmeras, e certamente são consideradas muito atrativas para os gestores e empreendedores do mercado. Algumas delas são: investimento inicial baixo, segurança a baixo custo, atração de investidores, facilidade de começar, infraestrutura enxuta, senso de urgência e funcionamento em tempo integral, pois no e-commerce as lojas funcionam 24 horas por dia e 7 dias da semana. Desta forma nunca estarão com as portas fechadas, como as lojas físicas.
As possibilidades e funcionalidades de uma loja virtual são imensas, e após fazer uma pesquisa detalhada na empresa, é necessário que seja escolhidas aquelas que mais se encaixam na situação atual do empreendimento. Algumas delas são:
- Segmentação por departamento;
- Cupom de desconto;
- Lista de presentes;
- Integração por mídias sociais;
- Busca por Tags;
- Compra por marca;
- Sistema de buscas;
- Comprar por ambiente;
- Menus interativos;
- Sistema de carrinho;
- Layout exclusivo;
- Integração com marktplace;

## Tipos de comércio eletrônico

### Business-to-business (B2B)
O comércio business-to-business (B2B) engloba todas as transações eletrônicas efetuadas entre empresas. É um comércio que ocorre por meio da Web ou até mesmo por privadas redes entre as próprias empresas. Nesse sentido, o comércio físico entre as instituições foram substituídos por esse novo meio de comunicação digital. Ademais, o B2B visa, principalmente, a troca comercial entre parceiros com interesses em comum. Houve a necessidade de adotar esse tipo de comércio, pois, com a globalização, o mundo tornou-se mais conectado e ao mesmo tempo ocorreu um aumento da concorrência. Nesse âmbito, as empresas precisaram de alguma forma mais efetiva para compras e vendas e o comércio eletrônico foi um dos meios que viabilizou um aumento da produtividade empresarial, já que não há limites físicos entre os parceiros comerciais.
O comércio B2B desenvolve-se, basicamente, em três grandes áreas: o e-Marketplace, o e-Procurement e o e-Distribution.
Os e-Marketplaces consistem em plataformas eletrônicas onde as empresas, ora assumindo a posição de comprador, ora a de vendedor, se reúnem à volta de um mesmo objetivo: estabelecer laços comerciais entre si. Estes mercados digitais podem assumir uma forma vertical, quando apenas são frequentados por empresas de uma indústria específica, ou horizontal, caso em que é permitida a participação de empresas de várias indústrias ou ramos de atividade.
Os e-Procurements são plataformas eletrónicas especificamente desenvolvidas para suportar o aprovisionamento das organizações, permitindo que estas optimizem cadeia de fornecimento em termos de tempo e de custos, através da automatização das interacções com as centrais de compras dos seus fornecedores
Os e-Distributions consistem em plataformas eletrónicas concebidas para integrar as empresas com os seus distribuidores, filiais e representantes, permitindo efectuar uma variedade de tarefas, desde uma simples consulta a um catálogo eletrónico até à emissão de facturas e recepção de mercadorias.
Evolução:
1996: Estabelecido o IndiaMART B2B Marketplace na India e o ECPlaza B2B Marketplace na Coreia.
2003: Estabelecido o Bossgoo B2B Marketplace na China.
2004: Estabelecido o DHgate.com, sendo a primeira plataforma de transações b2b online na China.

### Business-to-consumer (B2C)
Business-to-consumer corresponde ao tipo de transação estabelecida entre uma organização/empresa e o consumidor final . Este tipo de relação pode ser frequente e dinâmico ou esporádico e pontual, dependendo do tipo de  CRM que a entidade prestadora do bem/serviço praticar.
Este tipo de comércio tem-se desenvolvido bastante devido ao advento da web, existindo já várias lojas virtuais e centros comerciais na Internet que comercializam todo o tipo de bens de consumo, tais como computadores, software, roupas, livros, CDs, DVDs, automóveis, produtos alimentares, produtos financeiros, publicações digitais, etc..
Quando comparado com uma situação de compra a retalho no comércio tradicional, o consumidor tem mais informação ao seu alcance e passa por uma experiência de compra potencialmente muito mais agradável e confortável, sem prejuízo de obter, muitas vezes, um atendimento igualmente personalizado e de assegurar a rapidez na concretização do seu pedido.
Existem duas principais características nesse tipo de e-commerce. A primeira diz respeito ao marketing que precisa chamar a atenção do cliente e facilitar a sua tomada de decisão. A característica esta relacionada com a escala de compras e ao mesmo tempo sua personalização, Ou seja, a empresa se relaciona com um grande universo de clientes com diferentes necessidades e precisa disponibilizar uma grande variedade de produtos.
A estratégia mais utilizada para o B2C é a utilização de redes sociais para divulgação de produtos e relacionamento com o consumidor. As empresas vem investindo cada vez mais em marketing virtual criando sites e fan-pages nas redes sociais para criar um atendimento mais confortável e personalizado ao consumidor e assim fideliza-lo de forma q ele sempre retorne para procurar por mais produtos.
O comércio B2C se desenvolve basicamente nos e-Marketplaces onde as empresas exibem catálogos de produtos em plataformas virtuais. Nessas plataformas os clientes escolhem os produtos e realizam os pagamentos através dos e-Procurement que realizam a entrega do produto.

### Business-to-government (B2G)
Também chamada de ou business-to-government, esta categoria do comércio eletrônico cobre todas as transações online realizadas entre as empresas e a Administração Pública. É uma área que envolve uma grande quantidade e diversidade de serviços, designadamente nas áreas fiscal, da segurança social, do emprego, dos registos e notariado, etc. Este segmento tende a aumentar rapidamente, nomeadamente com a promoção do comércio eletrônico na Administração Pública e com os mais recentes investimentos no e-government. Quando as empresas vendem para o governo, tais vendas poderia ser considerada Business-to-Business (B2B), porém existem diversas regulamentações e regras que impedem o B2B, e devem ser respeitadas por lei.
Na Internet, B2G é a sigla para business-to-government (uma variação do termo B2B ou business-to-business), que consiste em empresas e agências do governo que podem usar sites da web para intercambiar informações e fazerem negócios de uma maneira mais eficiente da que se faz offline. Por exemplo, um site oferecendo serviços B2G poderia fornecer diferentes tipos de negócios com uma única plataforma que localizaria aplicações e formas de impostos para um ou mais níveis do governo (cidade, estado ou província, país, etc). Além disso, poderia fornecer ferramentas com habilidade de enviar formulários preenchidos e pagamentos; atualizar informações da empresa em tempo real; demandar respostas de perguntas específicas, além de muitas outras funções.
B2G ou B2B poderia também incluir serviços de e-procurement, onde os negócios compreendem sobre a compra de necessidades de empresas e as empresas demandam respostas com propostas. B2G também encoraja a ideia de um local de trabalho virtual onde as empresas e os negociantes poderiam coordenar o trabalho em um projeto contratado através de um site compartilhado para coordenar as reuniões online, para revisar os planos e acompanhar o progresso. B2G, pode ser capaz também de incluir o aluguel de aplicações online e armazenamento de dados designados especialmente para o use de órgãos governamentais.
De acordo com o grupo Gartner, B2G é esperado para crescer de $1.5 bilhões em 2000, para $6.2 bilhões em 2005.

### Consumer-to-government (B2G)
Também conhecido como consumer-to-administration, o modelo consumer-to-government abrange todas as transacções eletrónicas efetuadas entre os indivíduos e a Administração Pública. Entre as várias áreas de aplicação, salienta-se a segurança social (através da divulgação de informação, realização de pagamentos, etc.), a saúde (marcação de consultas, informação sobre doenças, pagamento de serviços de saúde, etc.), a educação (divulgação de informação, formação à distância, etc.) e os impostos (entrega das declarações,pagamentos, etc.).
Ambos os modelos que envolvem a Administração Pública (B2A e C2A) estão fortemente associados à ideia de modernização, agilização, transparência e qualidade do serviço público, aspectos cada vez mais realçados pela generalidade das entidades governamentais. As empresas estão cada vez mais adotando esse tipo de serviço, dando mais praticidade na compra de produtos e serviços oferecidos por empresas de diversos setores, no qual não há a necessidade de se deslocar até uma unidade física para verificar se o produto condiz com as suas especificações, ganhando-se assim em tempo para realizar outras tarefas inerentes ao setor público, como por exemplo: licitações e compra com fornecedores. Para dar mais credibilidade nessas transações foram criados serviços como a emissão de nota fiscal eletrônica que facilita a fiscalização das empresas e da confiabilidade e segurança para que as entidades públicas possam comprovar através de meio físico o que foi adquirido em determinado período. Nesse sentido, a realização do E-commerce pelas entidades públicas faz com que o número de investimentos na área pública aumente no decorrer dos anos. A relação entre as empresas e o governo pode ser visualizada através do site: www.comprasgovernamentais.gov.br, onde as empresas participam de licitações  para o fornecimento de produtos e serviços ao governo.
Devido ao número de regras e leis necessárias para realizar transações entre empresas e o governo, podemos entender como do gênero (B2G), no Brasil para que uma empresa possa se relacionar com entidades governamentais é necessário que esta esteja com todos os impostos pagos, além dos seus tributos. As organizações que realizam compra e venda de produtos com o setor público necessitam está atentas a editais e ter um conhecimento avançado sobre licitações públicas no intuito de manter uma boa relação entre ambos.

### Peer to peer (P2P)
Esse tipo de e-commerce tem o objetivo de compartilhar vídeos, imagens e documentos por meio de plataformas como o 4shared por exemplo. Esta modalidade passa despercebida pela grande maioria dos comerciantes e pode ser monetizada com a cobrança de mensalidades ou pagamentos pontuais dos usuários. É um mercado onde os fornecedores de serviços encontram seus clientes e consumidores de forma simplificada. Além de um tipo de mercado eletrônico, o peer to peer pode ser também considerado uma tecnologia que permite que as pessoas compartilhem arquivos e recursos de computador sem passar por um servidor web central.

### t-commerce
Nessa modalidade de e-commerce, enquanto o telespectador assiste a qualquer programa na TV, serão exibidos diversos anúncios, e se ele tiver interesse por algum deles, basta acessar o link e concluir a compra por ali mesmo. O t-commerce é considerado uma estratégia que tem vários motivos para se transformar em uma forte tendência no marketing digital. Considerando os fatos de que atualmente a internet e a TV são considerados os maiores impactantes do universo da publicidade e da propaganda, esse tipo de comércio une essas duas vantagens para alavancar e obter sucesso em suas vendas.
Um caso bastante famoso que nos mostra o sucesso da implantação da modalidade do e-commerce é o programa de televisão "é de casa"  que é uma união da rede globo com a loja de móveis e eletrodomésticos Casas Bahia. Na pratica, o telespectador pode explorar os cenários que existem na programação e se tiver interesse por algo ele poderá se informar sobre preços e promoções em uma tela dividida. O objetivo principal desse projeto é basicamente unir a tecnologia e os negócios na busca por soluções de comunicação com alto potencial de impacto.

## História do e-commerce
O significado de Marketing do Comércio Eletrônico (MCE) vem mudando ao longo dos últimos 30 anos. Originalmente, CE significava a facilitação de transações comerciais eletrônicas, usando tecnologias como Eletronic Data Interchange (EDI) e Eletronic Funds Transfer (EFT). Ambas foram introduzidas no final dos anos 70, a permitindo que empresas mandassem documentos comerciais como ordem de compras e contas eletronicamente. O crescimento e a aceitação de cartões de créditos, caixas eletrônicos, serviços de atendimento ao cliente (SAC) no final dos anos 80 também eram formas de CE. Apesar de a internet ter se popularizado mundialmente em 94, somente após cinco anos os protocolos de segurança e a tecnologia Digital Subscriber Line (DSL) foram introduzidos, permitindo uma conexão contínua com a Internet.
A história do E-commerce na sua primeira versão 1.0, foi registrada com o lançamento dos sistemas operacionais da Microsoft, o Windows. Primeiramente utilizado nos Estados unidos, na ocasião do lançamento da loja virtual Amazon, que foi pioneira na prestação deste tipo de serviço, inicialmente vendendo livros e atualmente é uma das maiores lojas virtuais do mundo, junto com Submarino.com e Americanas.com (Ambas pertencentes ao grupo B2W), Livraria Cultura entre outras. O E-commerce atual é chamado de 2.0, sendo o numeral referente a "versão" web.
O conceito 2.0 é a modernização do E-commerce, com páginas personalizadas, tags e RSS, que prendem a atenção o usuário e o mantêm por mais tempo no site. A Amazon possui um moderno sistema que rastreia os produtos de preferência do cliente e os coloca em uma lista personalizada. O portal Buy.com mostra os produtos em destaque de preferência do seu cliente e ainda apresenta uma tabela com os valores dos estabelecimentos concorrentes.
Existem 7 momentos que marcaram a história do e-commerce:
- 1888: Nascimento o comércio eletrônico. Surgiu quase um século antes da própria Internet ganhar forma. A Sears, uma empresa norte-americana de relógios, começou a desenvolver o conceito e era muito diferente daquele que conhecemos hoje. O princípio básico seria vender produtos à distância. As encomendas chegavam através do telégrafo, após os consumidores escolherem os produtos que pretendiam no catálogo da empresa.
- 1979: Com a criação da Internet, não tardou a surgir a ideia de replicar o conceito de comércio a este novo meio em crescimento. Assim, em 1979, Michael Aldrich começou a desenhar o conceito de venda eletrônica que tanto se podia aplicar a negócios B2B como a negócios B2C.
- 1981: Neste ano acontece então a primeira transação comercial pela Internet. A agência de viagens Thomson Holidays selecionou 66 agentes de viagens por toda a Inglaterra para que levassem a cabo aquela que foi considerada a primeira transação B2B do e-commerce. Os agentes extraíam dados online e respondiam instantaneamente aos seus clientes.
- 1990: O início da última década do século XX marcou o começo de um novo capítulo na história do e-commerce. Foi em 1990 que surgiu o primeiro navegador web, o WorldWideWeb – mais tarde renomeado como Nexus – que funcionava como interface para aceder à Internet através de um formato gráfico. Aqui, são lançadas também todas as condições necessárias para a popularização da Internet. Bastariam 10 anos para que a Internet se tornasse um meio importante em todo o  mundo, tanto a nível pessoal, quanto profissional.
- 1994: Uma pizza de cogumelos e pepperoni com queijo extra: tratou-se do primeiro produto vendido na Internet, pela PizzaHut. O então PizzaNet – o sistema de encomenda de pizzas da maior cadeia mundial de pizzas – registou a sua primeira venda online.
- 1995: O ano de 1995 foi marcado pelo nascimento de dois dos maiores gigantes do comércio eletrônico. A Amazon e o eBay são lançados pela primeira vez, revolucionando em poucos anos a forma como se vende na Internet.
- 2004: Mark Zuckerberg, um estudante da Universidade de Harvard, cria um website que, no começo era uma brincadeira informal. A ideia, no entanto, levou-o mais longe e o Facebook reúne hoje milhões de utilizadores de todo o mundo, um número que continua crescente. Assim como a rede social de Zuckerberg, o comércio eletrônico também aproveitou a nova tendência. Milhares de empresas criaram páginas empresariais para alcançar o público e o Facebook é atualmente uma das ferramentas mais poderosas a nível de marketing.

## Modelo integrado do comércio eletrônico
O Modelo Integrado de Comércio Eletrônico possui várias subdivisões do ambiente do CE e da sua
integração com o ambiente empresarial. Este modelo enfatiza seus aspectos, valor, benefícios estratégicos e contribuições para o sucesso das organizações:
- Políticas e regras públicas: Estão relacionadas com os aspectos legais de regulamentação dos setores e mercados e das normas oficiais;
- Políticas e padrões técnicos: Estão relacionados com os aspectos de padronização para a compatibilização dos componentes do ambiente técnico, políticas de tratamento e comunicação de informações;
- Infovia Pública: É a rede formada tanto pela rede mundial Internet como pelos serviços online que tenham ligações com esta, sendo que a ênfase é no acesso livre e de baixo custo, e na integração entre os vários ambientes sem nenhuma restrição, incluindo desde os terminais mais simples de acesso até meios de comunicação mais sofisticados para grandes volumes de informações.
- Aplicações e Serviços Genéricos: são aqueles oferecidos pelo ambiente, através dos seus provedores, serviços online e fornecedores, disponíveis a todos, tais como correio eletrônico, transferência de arquivos, salas virtuais, algoritmos e softwares de criptografia;
- Aplicações de Comércio Eletrônico: São aquelas desenvolvidas com base nas camadas anteriores e que atendam as necessidades de uma organização ou grupo delas.

## E-Commerceinternacional

### Proteção Internacional
Ainda não existe um modelo de proteção unificado para todos os países, a Organização Mundial do Comércio (OMC) e os países membros da Organização para Cooperação e Desenvolvimento Econômico (OCDE), reconheceram a necessidade de implementação de uma política geral com vistas à solução desse problema.
Cada país têm o seu nível de exigência e leis que determinam o método de consumo causando assim atritos comerciais.

## Futuro do e-commerce
O comércio eletrônico vem evoluindo ano após ano e conseguindo novos adeptos, as lojas virtuais não são mais do que vitrines cheias de produtos disponíveis para venda, o mercado de vendas online notou a necessidade de investir em estratégias de marketing para saber o que os clientes acham de seus produtos, acompanhar o processo de pós-venda, saber quais produtos precisam de uma nova versão ou sair de linha de produção. Nos últimos anos vemos a chegada de novas tecnologias que estão dando "asas a imaginação" de muitos marqueteiros de plantão, com isso temos a aparição de novas modalidades no e-commerce:
- M-Commerce - Mobile Commerce

Comércio Eletrônico Móvel está cada vez mais se tornando uma realidade.Existe a previsão de que tudo será resolvido através do celular, e as vendas no varejo não serão exceção.
As compras feitas pela web estão se tornando mais populares, devido ao surgimento de redes 3G, novos celulares e diversos outros dispositivos móveis. Nesse viés, esses novos aparelhos estão cada vez mais se tornando um meio comum para realização de atividades rotineiras na vida das pessoas. Como exemplo, o número de pessoas que utilizam Smartphone para realização de compras online aumentou significativamente. Há a possibilidade de que, no futuro, quase todas as transações serão feitas por esses tipos de dispositivos.
O mobile commerce começou a surgir com a implantação de aplicativos em geral para celular ou até mesmo jogos. Nesse sentido, as pessoas podiam baixar e comprar diversos aplicativos, ou realizar microtransações dentro dos mesmos.
- F-Commerce - Facebook Commerce

O crescimento vertiginoso do número de usuários do Facebook despertou o interesse das empresas em estarem presentes nesse canal. É possível criar uma loja virtual dentro do Facebook usando aplicativos de ecommerce. Há vários no mercado a custos bem acessíveis. Esses aplicativos funcionam como uma vitrine de produtos dentro do Facebook. Quando alguém clica no botão comprar, é direcionado para a página do produto, na loja virtual.
- T-Commerce - Television Commerce

Com o surgimento da televisão digital, o T-commerce surge, por meio de publicidades e anúncios para as pessoas que assistem.
Dada a presença massiva da Televisão no Brasil e os avanços do Ginga, a plataforma de Televisão Digital Interativa do SBTVD, em breve as compras poderão ser feitas durante os anúncios e inserções nos programas de TV. Uma das principais características desta forma de e-commerce é a redução do tempo entre o anúncio e uma venda, o que deverá aumentar ainda mais os números do e-commerce no país. O sinal de TV analógica (como conhecemos) no Brasil deve ser desligado e a maioria das TVs - hoje presentes em mais de 90% dos lares brasileiros - deverá contar com recursos de interatividade que permitirão o T-commerce.
Uma forma de realizar um comércio nas propagandas é por meio de banners que se localizam na parte de baixo da tela da TV, para que seja possível realizar um marketing constante. Além disso, existem ferramentas que permitem o telespectador encomendar produtos diretamente da televisão, utilizando o cursor do controle para clicar em ícones que aparecem na tela e que o redirecionam para o processo de uma compra.
O T-commerce é uma forma extremamente vantajosa para os fornecedores de bens ou serviços, pois usam esse tipo de comércio para estimular suas vendas, por meio do potencial que a mídia digital proporciona. Nesse viés, existe uma conexão ligeira entre o vendedor e o cliente, não sendo necessário interromper algum programa para vender seus produtos.
Porém, nos dias atuais, o T-commerce ainda possui suas limitações, já que a maioria dos provedores de televisão não adotam configurações que possibilitem a utilização desse meio.
- S-Commerce - Social Commerce

Redes sociais são a verdadeira febre do momento na internet. E como todo bom "marqueteiro" não pode deixar essa possibilidade passar, grandes redes de e-commerce já começam a usá-las como ferramenta de marketing viral, atingindo diretamente seus clientes. As empresas estão buscando usar as redes sociais como ferramenta de atendimento, uma vez que a voz dos consumidoras ganha cada vez mais força com as redes sociais. Consumidores insatisfeitos já conseguem arranhar a imagem de empresas que não resolveram seu problema, compartilhando suas experiências negativas com suas redes de amigos e parentes e até mesmo postando vídeos com depoimentos.
- Compra coletiva

É quando um grupo de consumidores se reúnem e usam uma velha regra de ouro, não há melhor tática que agrupar várias pessoas para  PeixeUrbano e ClickON sendo que além deles, existem buscadores que indexam ofertas de sites de compra coletiva diariamente, como Bigudinho, Dia de Feira, NossoDesconto e SaveME.
- Lojas virtuais privadas

Quando uma grande loja virtual decide queimar seus estoques, está precisa fazer de uma maneira mais privada criando sites fechados onde somente um grupo seleto de usuários de seu site aberto tem a possibilidade de acessar.
- Produtos virtuais

Grandes lojas como Saraiva e Submarino já oferecem produtos virtuais como filmes, jogos, softwares, livros entre outros. Cada vez mais se torna uma forma prática de e-commerce, tanto para o comprador (este não se preocupa em perder um livro, ou estragar um DVD, pois tudo é digital e pode ser feito download a qualquer momento após a compra) como para o vendedor (este não precisa de estoque por exemplo).
- Tecnologias alternativas de pagamento

O e-commerce não pode se restringir apenas em boletos bancários ou cartões de crédito. Quantos mais alternativas de pagamento melhor. Temos o caso do PayPal que é uma forma segura e cada vez mais utilizada como opção de pagamento. Novas tecnologias podem surgir e com isso aumentar mais ainda a abrangência do e-commerce.
- Web 3.0

Sendo a atividade com maior crescimento a nível mundial, o Comércio Eletrónico tem na Web 3.0, também designada de “Web da Semântica”, mais uma oportunidade de desenvolvimento da sua ação. A diferente obtenção de dados em função do usuário é um desafio ao qual o marketing digital tem que responder.
A importância do uso desta ferramenta é realçada pelos dados do estudo sobre os hábitos de consumo online na Europa, divulgado pela ACEPI, onde 96% dos utilizadores de internet europeus afirmam basear as suas compras em pesquisas online.

## Portugal
Segundo o estudo realizado pela ACEPI (Associação do Comércio Eletrónico e da Publicidade Interativa) o comércio eletrónico gerou em Portugal em 2012 39 mil milhões de euros. Isto significa que 27% do comércio em Portugal é neste momento eletrônico. Existem em Portugal 2,5 milhões de compradores de comércio eletrônico em 6,7 milhões de infonautas. Segundo a mesma associação a projeção para 2017 é que as plataformas de comércio eletrônico gerem 73 mil milhões de euros.
No final de 2010, foram efetuadas compras de bens e serviços no valor de 3,2 mil milhões de euros por dois milhões de internautas portugueses. O cabaz de compras consistia na sua maioria de livros, discos, informática e telemóveis, vestuário e alimentação.
A ACEPI também divulgou resultados de uma sondagem em conjunto com a Netsonda onde se pode ver que 72% dos sites de comércio eletrônico aumentaram as vendas no segundo trimestre de 2013 (em comparação com o período homólogo) onde 65% tiveram aumentos superiores a 2%. Os produtos mais transacionados no segundo trimestre de 2013 são Informática (22%), artigos de Desporto e Lazer (17%), casa/arte/decoração (17%) e eletrônica e telemóveis (17%).Os métodos de pagamento mais utilizados nos sites inquiridos durante o segundo trimestre de 2013 foram (por ordem) o Paypal, o Pagamento à Cobrança e o cartão de crédito.
Em 2013 a ACEPI/IDC realizou um estudo denominado "Economia Digital em Portugal 2009-2017" com foco no valor do comércio eletrônico em Portugal que aponta para um número equivalente 49 mil milhões de euros o que representa cerca de 31% do Produto Interno Bruto. O mesmo estudo indica que existiam, em 2013, 6,7 milhões de internautas em Portugal (64 por cento da população), e até 2017 serão 8,4 Milhões (80 por cento da população). Existem  2,5 milhões de compradores online em Portugal (24 por cento da população) e até 2017 este número irá aumentar para os 3,5 milhões (35 por cento da população).

## Brasil
No Brasil, mais de 20 milhões de pessoas acessaram uma loja online em 2009, um número de expressão, mesmo levando em conta que dos 21 somente 12 milhões efetuaram uma compra (muitos ainda utilizam sites de loja para fazerem pesquisas de preços). E por que isso? De acordo com uma pesquisa feita pelo Datapopular mostrou que 61% dos internautas de baixa renda costumam conferir os produtos em lojas físicas antes de fechar a transação pela internet, ou tem medo de cometerem um erro no momento da compra e não encontram garantias nos varejistas virtuais atualmente, que façam eles transitarem da compra em loja física para a virtual. A insegurança ainda é um obstáculo que o e-commerce esbarra quando se trata do brasileiro de menor poder aquisitivo. Mesmo assim o Brasil é o segundo país com maior índice de preocupação com transações financeiras online, ficando atrás apenas da Alemanha, e a frente de grandes potências econômicas como o USA em estudo foi feito pela Unisys. Em uma escala de 0 a 300, onde 0 representa a não preocupação com a segurança e 300 preocupação elevada, o Brasil obteve 146 pontos (Alemanha ficou com 156 e o México, terceiro lugar, com 141).
No final de 2010, houve um recorde na vendas de produtos online, mais de 35% de crescimento em relação ao ano anterior.
De acordo com estudo realizado pela BigData Corp a pedido do PayPal, o Brasil superou a marca de 600 mil sites de e-commerce em 2016. Também nesse ano, o faturamento do comércio eletrônico no Brasil chegou a R$ 44,4 bilhões, um aumento de de 7,4% em comparação com 2015.
A legislação adotada no brasil prevê artigo 9º, §2º, da lei de introdução às normas do direito brasileiro que a obrigação resultante do contrato reputa-se constituída no lugar em que residir o proponente desta, isto é, torna-se aplicável a lei estrangeira, do país fornecedor do produto ou serviço. Esse entendimento ocorre para q não haja desestimulação do e-commerce no nosso país, porém ainda na lei de introdução às normas do direito brasileiro o artigo 17 prevê que as leis, atos e sentenças de outro país, bem como quaisquer declarações de vontade, não terão eficácia no Brasil, quando ofenderem a soberania nacional, a ordem pública e os bons costumes. Com o objetivo de proteger o consumidor brasileiro.
Segundo a pesquisa State of Search Brasil, realizada pela Hedgehog Digital e pela Opinion Box, 67% dos consumidores brasileiros fazem buscas nos mecanismos de busca antes de fazer compras. Além disso, 47% usam o Google para efetivamente comprar os produtos desejados no e-commerce.
Já o estudo Market Review, da Bornlogic e da Opinion Box, apontou para um aumento de 71% na frequência de compras na internet. A perspectiva para 2022 é um crescimento de 49%, apontando para a importância das estratégias de SEO para E-commerce no faturamento do comércio digital.